# Richard Siken
Richard Siken is een Amerikaans dichter en redacteur. Hij is de auteur van een poëzieverzameling, Crush, die de prestigieuze Yale Series of Younger Poets Competition won in 2004, ook is hij redacteur van het literaire tijdschrift Spork. Siken ontving een Literature Fellowship in Poetry van de National Endowment for the Arts, en zijn boek, Crush, kreeg een Lambda Literary Award en de Thom Gunn Award van The Publisher's Triangle.
- Bibliothèque nationale de France: cb146512535 (data)
- Gemeinsame Normdatei: 1146721854
- International Standard Name Identifier: 0000 0000 3512 7694
- Library of Congress Control Number: n2004032109
- Nationale Bibliotheek van Tsjechië: xx0328688
- Nationale Bibliotheek van Israël: 987007405920405171
- Système universitaire de documentation: 220417245
- Virtual International Authority File: 19940739
- WorldCat: E39PBJfh7jhmwyPcCkWyQXHwG3

1. ↑  BnF-normbestand; geraadpleegd op: 31 maart 2017; BnF-identificatiecode: 146512535.